# Nathaniel Mah
Nathaniel Mah (* 8. September 1995 in Calgary, Alberta) ist ein ehemaliger kanadischer Nordischer Kombinierer.

## Werdegang
Mah gab im Dezember 2011 sein internationales Debüt beim Continental Cup in Soldier Hollow, verpasste bei den beiden Wettkämpfen nach der Gundersen-Methode jedoch die Punkteränge. Bei den Olympischen Jugend-Winterspielen 2012 in Innsbruck belegte er beim Gundersen-Wettkampf von der Mittelschanze und über zehn Kilometer den elften Platz. Rund einen Monat später startete er bei den Nordischen Junioren-Skiweltmeisterschaften im türkischen Erzurum, wo er sowohl im Sprint als auch im Einzel über zehn Kilometer nur die hinteren Ränge erreichte. 
Im Sommer 2012 debütierte Mah im Grand Prix. Zunächst belegte er im Teamsprint gemeinsam mit Wesley Savill den zwanzigsten Platz, ehe er am folgenden Tag den Einzelwettkampf aufgrund einer Disqualifikation nicht bestreiten konnte. Im Winter versuchte sich Mah erfolglos im Continental Cup. Auch bei den Nordischen Junioren-Skiweltmeisterschaften im tschechischen Liberec konnte er lediglich Platzierungen außerhalb der besten Vierzig erzielen. Ähnlich erging es ihm ein Jahr später bei den Nordischen Junioren-Skiweltmeisterschaften im italienischen Val di Fiemme, wobei er mit dem 31. Platz im Sprint sein bestes Resultat bei Juniorenweltmeisterschaften erreichte.
Im Februar 2017 nahm Mah an den Nordischen Skiweltmeisterschaften in Lahti teil. Als einziger kanadische Teilnehmer beschränkte sich für ihn die Weltmeisterschaft auf die beiden Einzelwettkämpfe. Während er den Wettbewerb von der Normalschanze nicht beendete, platzierte er sich von der Großschanze und über zehn Kilometer erwartungsgemäß auf dem hinteren 52. Rang. Anfang Februar 2018 erreichte Mah in Planica erstmals die Punkteränge bei einem Continental-Cup-Wettbewerb. In der Gesamtwertung belegte er schließlich den 104. Platz. Auch im Winter 2018/19 gewann er Continental-Cup-Punkte. Am 13. Januar 2019 gab er in Val di Fiemme sein Weltcup-Debüt. Bei den Nordischen Skiweltmeisterschaften 2019 in Seefeld wurde er Fünfzigster beim Wettbewerb nach der Gundersen-Methode von der Bergiselschanze.
Beim Grand Prix 2019 erreichte Mah in Planica nach einem starken Sprungdurchgang den 27. Platz und gewann somit seine ersten Punkte auf diesem Niveau. Der amtierende nordamerikanische-Meister belegte in der Gesamtwertung damit den 67. Platz.
Im Mai 2020 gab Mah sein Karriereende bekannt. Bei den Continental-Cup-Wettbewerben Mitte März 2022 im kanadischen Whistler kehrte Mah für ein Wochenende zum Sport zurück. Bei einem sehr kleinen Teilnehmerfeld belegte er mit mehr als zehn Minuten Rückstand den zehnten und letzten Platz.

## Statistik

### Platzierungen bei Weltmeisterschaften
| 2017 Lahti   | DNF | 52. | – | – |
| 2019 Seefeld | –   | 50. | – | – |

### Grand-Prix-Platzierungen
| Saison | Platz | Punkte |
| ------ | ----- | ------ |
| 2019   | 067.  | 4      |

### Continental-Cup-Platzierungen
| Saison  | Platz | Punkte |
| ------- | ----- | ------ |
| 2017/18 | 104.  | 3      |
| 2018/19 | 095.  | 2      |
| 2019/20 | 085.  | 6      |